# Санников, Андрей Юрьевич
Андрей Юрьевич Санников (род. 26 апреля 1961, Березники) — русский поэт, культуртрегер, педагог, журналист.

## Биография
Родился в г. Березники Пермской области.
Санниковы в этой местности (д. Зырянка, ныне в черте Березников) впервые упомянуты уже в 1579 г. Дед поэта, Александр Дмитриевич Санников (1911—1942), погиб в нацистском плену (г. Резекне, Латвийская республика), отказавшись выходить на работы. Отец, Юрий Александрович (1938—2018) — воспитанник детского дома, прошёл путь от рабочего до гл. энергетика производства на Березниковском содовом заводе.
Мать, Галина Александровна Санникова, в девичестве Тютюнова (1938) — в родстве с волжскими купеческими родами Векшиных и Маклашиных. В молодости работала продавцом в Костроме и Березниках, получив образование — ст. инженером ВНИИ галургии, затем — в филиале Пермского политехнического института. Её отец, Александр Николаевич Тютюнов (1901—1942) — зам. главврача городской больницы г. Плёс (Ивановская область), ушёл пулемётчиком на фронт в составе 332 Ивановской им. Фрунзе стрелковой дивизии, убит в бою под Миловидами Смоленской области.
Окончил исторический факультет Уральского государственного университета в 1985 г., научная специализация — история старообрядчества. Участвовал в археологических (Новгород, Тува, Сибирь) и археографических (Урал, Сибирь) экспедициях.
Работал зав. лабораторией реставрации документов, мастером производственного обучения учащихся с отклонением в умственном развитии, зав. сектором Свердловского историко-краеведческого музея, директором церковно-приходской школы в Нижнем Тагиле, руководителем телепроектов в различных телекомпаниях Екатеринбурга.
Начал писать стихи с 1977 г., с 1984 г. публикуется в России и за рубежом (Италия, США, Германия, Украина и т. д.). Один из создателей (вместе с В. О. Кальпиди и В. Я. Дрожащих) Уральской поэтической школы (УПШ).
Супруга — Марина Юрьевна Субботкина (1959—2022). Дочь — Дарья (1986).
Живёт в Екатеринбурге.

## Характеристики поэтического творчества
Стихи эти оглушают. Мир вокруг останавливается как в замедленной съемке — и ты стоишь на пустой земле — через секунду после атомного взрыва, оглушенный и дезориентированный невидимой и неслышной взрывной волной. Шёпотом.
Нина Александрова
…Не изображение действительности через субъективные ассоциации, а взгляд мира в себя — глазами человека, смотрящего вокруг.
Мария Малиновская
«Те или иные проявления „футуризмов“, „акмеизмов“ или, к примеру, „постмодернизмов“ представляют в его стихах настолько единое целое, насколько вообще можно говорить о поэтическом явлении, о поэзии».
Евгений Туренко
Андрей Санников, по собственному определению, поёт «не поднимая головы». Он слишком остро ощущает разлад — то есть отсутствие лада и радикальную невозможность гармонии — чтобы отдаваться лирическому потоку. В его мире стоят «прозрачные мясные тополя (у каждого в кишечнике земля)… а в небе вместо разных облаков немного целлофановых кульков» («Свалка») А главное — он твёрдо знает: «в языке дыра внутри говно». Неприменимость классических и канонических формул гармонии с миром переживается в поэзии Санникова уже не как трагедия, а как трагифарс…
Марк Липовецкий
Сборники Андрея Санникова «Прерафаэлит», «Подземный дирижабль», «Луна сломалась», «Ангельские письма» отличаются мрачной, а то и депрессивной тональностью разговора о нашем апокалиптическом мире, балансирующем на краю бездны. Отсюда абсурд, царящий в стихах Санникова, его «высокое косноязычье» в сочетании с предельной искренностью интонации. Синтаксис Санникова — отсутствие знаков препинания, а порой и рифм — превращает стихотворения в открытые письма читателю.
Елена Колесниченко
Радикализм стихотворений Санникова в их одновременных лаконизме и герметичности. Стихотворение предстаёт замкнутым объектом. Можно искать иронию, можно — примитивизм, но целостный эффект связан в первую очередь с созданием произведения как такового, вещи…
Данила Давыдов
…в каждом стихотворении чувствуется фирменный стиль поэта, работающего… в пространстве прозрачного смысла и одновременно прибегающего к тонкой нюансировке и сюрреалистическим сдвигам… объединены общим уральским хронотопом с его непреложной маргинальностью и суровостью.
Юлия Подлубнова
В каждом стихотворении Санникова — богатая метафорическая система, внезапные перепады ритма, неожиданные эллипсы.
Евгений Степанов
В своих стихах Санников продолжает мизантропическую линию Бориса Божнева, Юрия Одарченко, Сергея Чудакова. Мир, представленный в этих текстах, всегда травматичен для субъекта, который, соотнося свой опыт с мифами и легендами русской литературы, убеждается в их разительном, унизительном несходстве. Это объясняет, откуда в этих стихах возникает элемент юродства, даже автоагрессии. Стихи Санникова способны представить противоречивый, но тем более ценный портрет человека, чьи «лучшие годы» пришлись на время исторических и социальных катаклизмов.
Денис Ларионов
Поэтика Санникова на протяжении последних лет достаточно стабильна: жёсткий примитивизм смешивается в ней с некоторой сюрреалистической и абсурдистской нотой, а герметичная «неустойчивость» изображаемой поэтом реальности интерпретируется в метафизическом ключе (обострённая метафизичность, вырастающая из предельно конкретных наблюдений, — одна из характерных черт уральской поэзии).
Кирилл Корчагин
А. Санников — поэт развернутой автометафоры. В этом его уникальность и одновременно традиционность (что, безусловно, продуктивно и объективно), совместившая в себе сквозную во времени поэтическую интенцию В. Хлебникова и О. Мандельштама с индивидуально-авторским зрением, модальностью и эмоцией отчаяния
Юрий Казарин

## Педагогическая деятельность и влияние
С 1987 г. преподаёт поэзию в литературных студиях. C 2006 года по 2013 руководил поэтическим клубом «ЛебядкинЪ» (первоначально — при журнале «Урал», затем — филфак УрФУ, затем — в режиме «квартирников», затем — ЖЖ семинар). Занятия клуба состояли из подробного разбора поэтических текстов с точки зрения фонетики, семантики и композиции, из мини-лекций по истории поэзии или об особенностях стихосложения и выполнения практических заданий. Участники «ЛебядкинЪ» активно выступали на городских и региональных поэтических фестивалях: «Глубина» (Челябинск, 2007—2011), «Сибирский тракт» (2008—2009), «Новый Транзит» (2009). Часть педагогической и издательской деятельности с конца 90-х — до середины 2000-х проходила совместно с соратником Андрея Санникова, нижнетагильским поэтом и педагогом Евгением Туренко.
С 2019 г. ведёт в Екатеринбурге поэтический семинар для слепых.
Куратор серии «Подземный дирижабль» (Нижний Тагил, изд-во «Контрабанда», 2006—2009). В серии вышли книги Евгения Туренко, Руслана Комадея, Сергея Ивкина, Марины Лихомановой и др.
В 2019 году создал первую в России онлайн-школу поэзии. Занятия в школе проводятся в виде индивидуальных занятий, включающих лекционный и практический материал.
Учениками Санникова считают себя поэты Александр Петрушкин, Сергей Ивкин, Янис Грантс, Елена Оболикшта, Руслан Комадей, Дмитрий Машарыгин, Марина Чешева, Артём Быков, Владислав Семенцул, рэп-исполнитель Шым (группа «Каста») и др. Элементы поэтики встречаются в стихотворениях Виталия Кальпиди, Евгения Туренко, Алексея Сальникова, Евгении Извариной, Нины Александровой и др.

## Общественная и журналистская деятельность
В годы Перестройки состоял в «Демократическом союзе» и монархических организациях. Привлекался к административной ответственности за участие в акциях в поддержку монархии. В конце 1980-х — руководитель неформального «ОТМ» (Объединение творческой молодёжи). Хэппенинги, перформансы совместно с «Наивным театром» и рок-группой «Апрельский марш». В 1988—1990 — куратор выставок в объединении художников «Вернисаж» (г. Екатеринбург), организатор выставок «Искусство хиппи в СССР» (г. Свердловск, Тюмень), «Эросъ» (Свердловск, Киров, Куйбышев, Тюмень, Кемерово), «Трансреализм» (Екатеринбург, Ленинград, Бонн, Лондон) и др. С 1999 г. соучредитель (вместе с Игорем Варовым, Евгением Ройзманом, Андреем Кабановым) фонда «Город без наркотиков» (НОБФ «ГБН»), затем вице-президент и президент фонда.
По этическим причинам прекратил сотрудничество с «Городом без наркотиков» в 2006 г., номинально оставшись в числе учредителей. После реорганизации фонда с 2022 г. — в должности советника. С 2006 г. соучредитель НОБФ (некоммерческий общественный благотворительный фонд) «Трезвый город», после гибели в 2010 г. создателя фонда Евгения Александровича Гопты — президент фонда. В Свердловской области поведено более 500 операций по пресечению торговли суррогатами алкоголя, остановлено безрецептурное распространение спиртосодержащих жидкостей через аптечные сети, изъято и уничтожено около 550 тонн нелегального спирта. В 2009 г. (совместно с Е. А. Гоптой) создал АНО (Ассоциацию неправительственных организаций) «Гражданский контроль», объединившую свыше 30 организаций. Была создана система общественных патрулей, действовавшая на протяжении 6 лет. В 2014 году за создание системы общественных патрулей награждён Национальной премией «Безопасность — дело каждого» в номинации «Персона» (совместно с М. Ю. Гараниным).

## Политические взгляды
Поддержал вторжение России в Украину, проводит совместные выступления с z-поэтами, ведет авторскую колонку в телеграм-канале «УРАЛLIVE», которым занимается команда телеведущего Владимира Соловьева.

## Фильмы и телепередачи
- Телефильмы о современном искусстве и литературе («Поэзия мертва», «Дурак на горе», «Белое пространство Николая Федореева», «Назад в подвалы!» и др.), СГТРК («Свердловская государственная телерадиокомпания»), 1990—1995.
- «Земля Санникова: новости и персонажи культуры», «10 канал-Екатеринбург», 1997—2001.
- «Предатели в милицейских погонах», 2 серии, ОРТ, 2001.
- «Православные беседы», «10 канал-Екатеринбург», 1997—2001, ОТВ (Екатеринбург), 2001—2003.
- «Наркотеррор», «10 канал-Екатеринбург», 1999—2001, ОТВ (Екатеринбург), 2001—2004.
- «Подлинник», ОТВ (Екатеринбург), 2003—2005.

## Книги
- Юношеские стихи (1977—1981, опубликовано в журнале «Дети Ра», № 3, 2017)
- Прерафаэлит. Челябинск: Фонд «Галерея», 1999.
- Подземный дирижабль. Екатеринбург: Изд-во Урал. ун-та, 2004.
- Луна сломалась. Лёгкие стихи. — Нижний Тагил: КонтраБанда, 2006/2007.
- Ангельские письма. Нью-Йорк: Евдокия, 2011. — 77 с.
- Зырянские стихотворения. М.—Екатеринбург: Кабинетный ученый, 2013.
- Стихи 1984—2013 гг. Челябинск: Изд-во Марины Волковой, 2014. (Галерея уральской литературы. Кн. 3).
- Мирись. Прощайся. Книга стихотворений. Тексты 2008—2009 гг. (Только для своих). — Кыштым: Евразийский журнальный портал «МЕГАЛИТ», 2016.
- Собрание стихотворений. Тексты 1978—2020 гг. М.- Екатеринбург: Кабинетный учёный, 2021. — 280 с.